# Eragrostis rogersii
Eragrostis rogersii är en gräsart som beskrevs av Charles Edward Hubbard. Eragrostis rogersii ingår i släktet kärleksgrässläktet, och familjen gräs. Inga underarter finns listade i Catalogue of Life.